# Béline (martyre)
Pour les articles homonymes, voir Beline.
Béline, née et morte à Landreville le 8 septembre 1380 (ou en 1153 selon d'autres sources) est une sainte française, martyre de la pureté.

## Histoire
Béline était une jeune bergère de 16 ans. Très pieuse, soignant les malades, veillant les morts, elle était aimée des villageois. Le 8 septembre 1380, alors qu'elle gardait ses brebis près d'une fontaine, elle fut abordée par le seigneur de Landreville, Jean de Pradines, qui pensait assouvir avec elle ses désirs coupables. Rendu furieux par le refus de Béline, celui-ci la décapita. Les habitants de Landreville, indignés, brulèrent le château. Jean de Pradines prit la fuite. Il fut excommunié et son fief fut annexé à celui de Bar-sur-Seine. Sainte Béline fut canonisée 50 ans après sa mort. Selon la tradition, la fontaine serait miraculeuse.

## Les reliques
Les reliques de sainte Béline furent conservées à l'abbaye Notre-Dame de Mores jusqu'à la Révolution. Elles sont maintenant exposées à la vénération des fidèles dans un reliquaire, en l'église paroissiale de Landreville.

## Lieux de culte
- L'église de l'Assomption-de-la-Vierge de Landreville comporte une chapelle dédiée à sainte Béline. Le retable est l’œuvre de Jean-Baptiste Bouchardon.
- La chapelle Sainte-Béline a été érigée à l'emplacement présumé de sa demeure.
- Un monument lui est dédié à la fontaine, lieu de son martyre.